# Болг (замок)
Болг (словац. Blh) — руины замка, расположены в посёлке Вельки-Болг на юге Центральной Словакии, в округе Римавска-Собота.

## История
В «Деяниях венгров» (Gesta Hungarorum) упоминается замок Болгеду, осаждённый представителями династии Арпадов. В XIII веке замком владел некий Байлог, который считается основателем рода Балогов. В 1405 году владевшая замком ветвь Балогов прекратила существование, и замок переходит в собственность рода Сечей, дружественного чешскому полководцу и дипломату Яну Искре, вследствие чего замок занимают гуситы. У гуситов в 1463 году замок отвоевал Штефан Розгонь, который и получил его во владение от короля за 12 000 золотых. С 1481 года замок снова стал собственностью Сечей, которые владели им вплоть до 1646 года, когда замок Болг вместе с замком Мурань получил в качестве приданого палатин Ференц Вешелени, укрепивший замок в 1664 году. Находясь в собственности Вешелени, замок участвовал в Восстании Ракоци, после подавления которого был окончательно разорён в начале XVIII века.